# Anni 430 a.C.
Gli anni 430 a.C. sono il decennio che comprende gli anni dal 439 a.C. al 430 a.C. inclusi.

## Nati
- Sirra, principe illiro († 390 a.C.)436 a.C.
- Isocrate, retore e filosofo ateniese († 338 a.C.)435 a.C.
- Aristippo, filosofo greco antico († 366 a.C.)
- Chirisofo di Sparta, mercenario spartano († 400 a.C.)
- Farnabazo II, satrapo persiano432 a.C.
- Adimanto, nobile greco antico († 382 a.C.)430 a.C.
- Dionisio I di Siracusa, militare e politico siceliota († 367 a.C.)
- Filisto di Siracusa, storico e militare siceliota († 356 a.C.)
- Tarripa, re († 392 a.C.)

## Morti
- Spurio Melio, politico romano437 a.C.
- Lars Tolumnio, re etrusco436 a.C.
- Zengzi, filosofo cinese (n. 505 a.C.)431 a.C.
- Quinto Furio Pacilio Fuso, politico romano
- Zenone di Elea, filosofo greco antico (n. 489 a.C.)430 a.C.
- Lucio Quinzio Cincinnato, politico e generale romano